# Deena Mohamed
Deena Mohamed (àrab: دينا محمد‎)  (Egipte, 1995) és una dissenyadora gràfica i autora egípcia. Va debutar a l'edat de 18 anys amb el webcòmic Qahera, on es combinaven valors islàmics i feministes. Mohamed ha col·laborat amb diversos grups, com Harassmap i el Centre for Applied Human Rights, per a crear còmics educatius.

## Obres

### Shubeik Lubeik
Shubeik Lubeik és la trilogia bilingüe, publicada per primera vegada el 2015. Conta la història de la protagonista, Aziza, en el seu viatge per un imaginari Egipte modern. En este món els desitjos es venen en ampolles als mercats egipcis. Aziza està en contra de comprar desitjos, però la seua opinió canvia quan el seu amic de la infància, Abdo, desapareix. La novel·la gràfica es va publicar originalment en àrab i posteriorment es va traduir a l’anglès i a altres idiomes. A partir del 2021, Mohamed treballa en l'última entrega de la trilogia, que es publicarà el 2022.

### Qahera
Qahera és el primer webcòmic de l'autora, publicat per primera vegada el 2013, quan tenia 18 anys, i es publicà fins mitjans del 2019. Publicat originalment en anglès, després també en àrab, el còmic segueix una superheroïna egípcia sense nom que busca problemes socials a què s'enfronten les dones del món àrab. A les seues vinyetes, ha criticat l'assetjament sexual, la policia corrupta, els clergues retrògrads i el feminisme occidental.
La sèrie, que va començar com una broma entre amics, es va convertir en un fenomen viral, i va tenir prop de 500.000 visitants únics, amb una mitjana de 10.000 visites al dia entre setembre i novembre de 2013.

## Obres visuals

### Harassmap Consent Campaign
Es tracta d'una campanya de xarxes socials del 2018 que inclou una sèrie de còmics curts, en col·laboració amb Harassmap, sobre el consentiment. Cada historieta tracta del consentiment en diversos contextos. La responsable del projecte va ser Rebecca Chiao, cofundadora d'Harassmap, un projecte destinat a conscienciar sobre la violència sexual a Egipte.

### Center for Applied Human Rights Comics
Una sèrie de tires còmiques, il·lustrades per Mohamed, on es dona resposta a diverses qüestions relacionades amb els drets humans. Este projecte es va fer en col·laboració amb The Center for Applied Human Rights de la Universitat de York i va ser dirigit per la doctora Alice Nah.
El gener de 2020, Deena Mohamed va rebre l'encàrrec de Google de fer el Doodle del 106è aniversari de Mufidah Abdul Rahman.